# Дримо
Дримо је у грчкој митологији било име две личности.

## Митологија
Обе су биле нимфе. Једна је била Нереида. Друга је била кћерка гиганта Алкионеја, Алкионида. Њено име има значење „проницљива, продорна, оштра“ (што је изведено од грчке речи drimus).